# Zeeshan Ali
Sayed Zeeshan Ali (Calcutta, 1 januari 1970) is een voormalig professioneel tennisser uit India. Hij vertegenwoordigde zijn vaderland op de Olympische Spelen van 1988 in Seoul, waar hij in de tweede ronde verloor van de Zwitser Jakob Hlasek.

## Prestatietabel
| Legenda | Legenda                          |
| ------- | -------------------------------- |
| g.t.    | geen toernooi gehouden           |
| l.c.    | lagere categorie                 |
| –       | niet deelgenomen                 |
| G       | uitgeschakeld in de groepsfase   |
| 1R      | uitgeschakeld in de eerste ronde |
| 2R      | uitgeschakeld in de tweede ronde |
| 3R      | uitgeschakeld in de derde ronde  |
| 4R      | uitgeschakeld in de vierde ronde |
| KF      | uitgeschakeld in de kwartfinale  |
| HF      | uitgeschakeld in de halve finale |
| F       | de finale verloren               |
| W       | het toernooi gewonnen            |
| w-v     | winst/verlies-balans             |

### Prestatietabel grand slam, enkelspel
| Toernooi        | 1989 |
| --------------- | ---- |
| Australian Open | —    |
| Roland Garros   | —    |
| Wimbledon       | 1R   |
| US Open         | —    |